# Bretteville-l'Orgueilleuse
Bretteville-l'Orgueilleuse là một xã ở tỉnh Calvados, thuộc vùng Normandie ở tây bắc nước Pháp.